# Geomarker
Geomarker sind chemische Verbindungen, die als Indikatoren für Umweltbelastungen herangezogen werden.
Anders als bei Biomarkern kann bei Geomarkern nicht auf das biologische Ausgangsmolekül geschlossen werden.
Jedoch kann man mit Geomarkern Aussagen über die Ablagerungsbedingungen eines Sedimentes oder dessen Versenkungstiefe und Temperaturbeanspruchung machen.
Ein typischer Geomarker ist beispielsweise Phenanthren mit verschiedensten Methylsubstitutionen. Daraus kann dann der Methylphenanthrenindex (MPI) abgeleitet werden, der Aussagen über die Reife von Erdöl ermöglicht.